# 氷頭なます

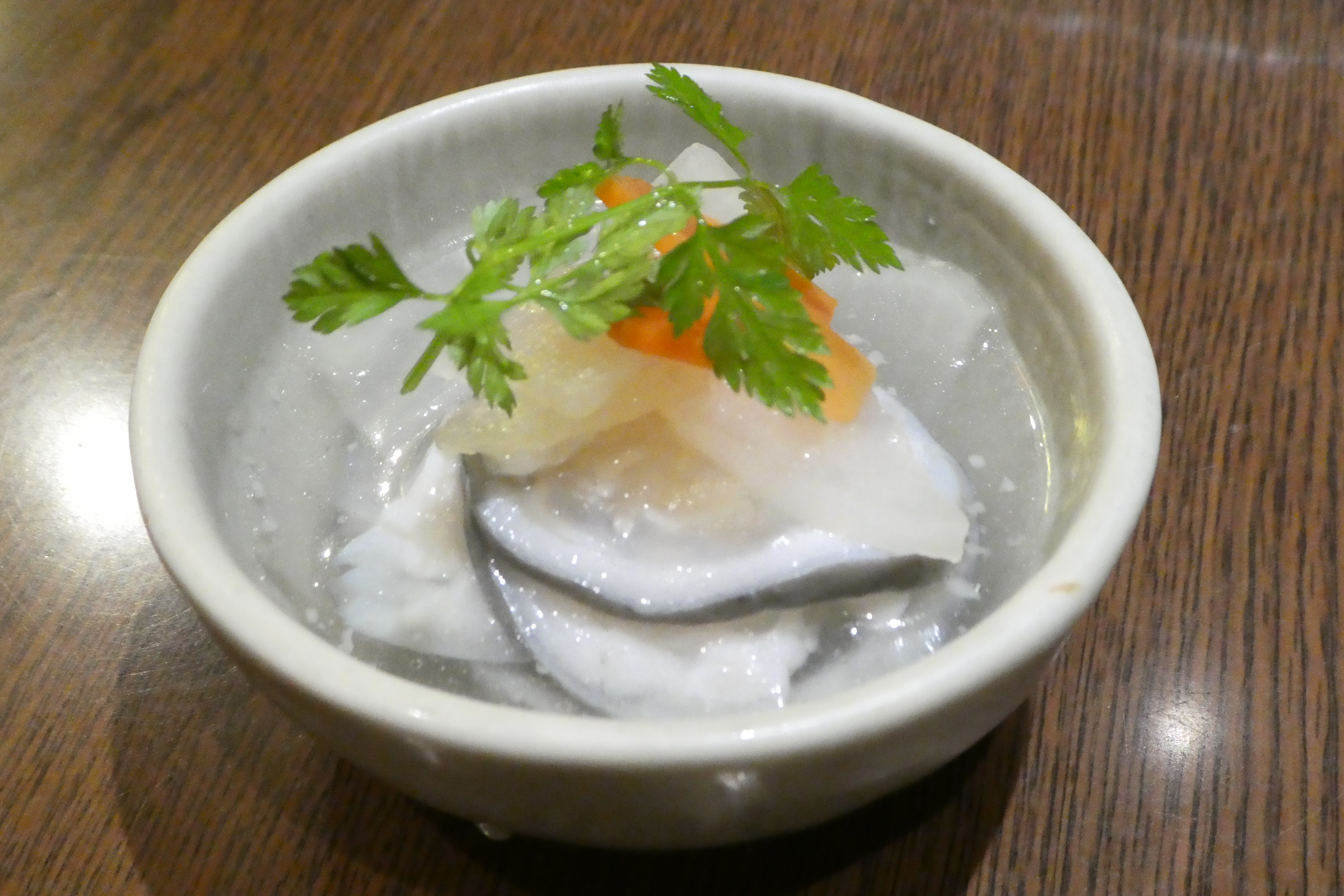
氷頭なます

氷頭膾（ひずなます）は、鮭の頭部の軟骨を酢締めにした膾の一種である。

## 概要
「氷頭」（ひず）とは鮭の鼻先の軟骨部分を指す。氷のように透きとおっているためこのように呼ばれる。
おせち料理の一つとして、正月の祝い膳によく用いられる。元来は鮭の穫れる地方の料理であるが、鮭を塩漬けにした保存食「新巻鮭」を利用することで、冷蔵技術が定着する以前から東日本を中心に全国的に作られている。

## 作りかた
生あるいは新巻鮭の頭の軟骨を薄切りにして、塩を振りかけて余分な水分を取り除いたうえで酢で洗い、さらに酢に漬けしばらく置く。その上で、荒めに切って洗っておいた大根と合わせ、酢・砂糖・塩を合わせた調味料で和える。好みにより、刻んだ柚子の皮をあしらう。イクラで飾り付けてもよい。
透き通った軟骨の見た目と、こりこりとした食感が身上である。